# Alemanha Oriental nos Jogos Olímpicos de Inverno de 1976
A Alemanha Oriental mandou 59 competidores que disputaram oito modalidades nos Jogos Olímpicos de Inverno de 1976, em Innsbruck, na Áustria. A delegação conquistou 19 medalhas no total, sendo sete de ouro, cinco de prata, e sete de bronze.